# Поляков, Пётр Григорьевич
Пётр Григорьевич Поляков (1794—1869/1870) — участник наполеоновских войн, командир Московского лейб-гвардии полка.

## Биография
Службу начал в 1811 году портупей-прапорщиком в Малороссийском гренадерском полку.
5 июня 1812 года переведён прапорщиком в Московский гренадерский полк. С полком участвовал в Отечественной войне 1812 года и войне шестой коалиции. 15 декабря 1813 года был назначен адъютантом командующего 2-й гренадерской дивизией генерал-майора А. А. Писарева. В Московском гренадерском полку дослужился до чина майора, затем переведён в 4-й карабинерный полк.
В 1826 году был переведён подполковником в Таврический гренадерский полк.
18 марта 1831 года был назначен командиром гренадерского генералиссимуса князя Суворова полка, с полком участвовал в кампании 1831 года. В сражении при Остроленке 14 мая 1831 года тяжело контужен ядром. За отличие в ходе войны был награждён орденом Святого Георгия 4-й степени и 30 мая 1831 произведён в полковники.
26 марта 1839 года произведён в генерал-майоры и в том же году назначен командиром Московского лейб-гвардии полка. В качестве командира полка оставил о себе недобрую память. Он немилосердно обирал полк, на смотрах грубо ругал и жестоко избивал солдат до полусмерти, даже георгиевских кавалеров.
Генерал от инфантерии К. Ф. Багговут, который служил в полку с 1829 года, так описывает в своих воспоминаниях командира полка генерал-майора П. Г. Полякова:
Поляков был человек богатый, имевший в год не менее 120 тысяч рублей дохода, и не смотря на это, обладавший страшным корыстолюбием. Он страшно давил полк и солдат, выжимая всё, что только было возможно. Заставлял солдат заводить на свой средства фуражки, воротники, галстуки и строго преследовал, если это не исполнялось. Однажды перед смотром Государя он приказал переделать старую амуницию на новую средствами самих солдат. Такая переделка обходилась около 2-х рублей на человека.
Приказами по отдельному гвардейскому корпусу 8 июня 1840 года за № 33 генерал-майору Полякову поставлена на вид значительная смертность в полку, 9 октября 1840 года за № 146 и 24 сентября 1841 года за № 135 за то же сделан выговор, а 2 июня 1842 года за № 89 сделано замечание.
Последние месяцы командования генерал-майор Поляков часто и сильно хворал, а потому с 5 мая 1846 года временно командовал полком старший полковник Андрей Сергеевич Кушелев. 1 января 1847 года П. Г. Поляков по болезни вышел в отставку, а полковник Кушелев, произведённый в генерал-майоры, по желанию шефа полка, великого князя Михаила Павловича, оставлен командиром Лейб-гвардии Московского полка.
В 1847—1848 годах генерал-майор П. Г. Поляков командовал запасными батальонами 6-го пехотного, а затем 3-го пехотного корпусов. 28 октября 1848 вышел в отставку.
в 1855 году участвовал в формировании Пензенского ополчения и баллотировался на должность его начальника, но победил генерал-лейтенант А. Н. Арапов.
Последние годы провёл в своем имении Ломовка Мокшанского уезда, где и скончался. Похоронен в склепе около алтарной абсиды Казанской церкви села Ломовки. В советское время могила была разорена, а на месте снесённого храма построен дом культуры, ныне заброшенный.

## Награды
Российской империи:
- Орден Святой Анны 4-й степени (1813)[5]
- Орден Святой Анны 2-й степени (25 июня 1831); императорская корона к ордену (6 декабря 1833)[5],[6]
- Орден Святого Георгия 4-й степени (25 декабря 1831)[5],[7]
- Польский знак отличия за военное достоинство 3-й степени (1831)[5]
- Орден Святого Владимира 3-й степени (1 августа 1836)[5],[8]
- Орден Святого Станислава 1-й степени (1842)[5]
- Знак отличия за XXV лет беспорочной службы (1843)[5]
- Орден Святой Анны 1-й степени (6 декабря 1844)[9]
- Серебряная медаль «В память Отечественной войны 1812 года» (1813)
- Медаль «За взятие Парижа» (1814)
- Медаль «За взятие приступом Варшавы» (1832)

Иностранных государств:
- Орден Красного орла 2-й степени (1842, королевство Пруссия)[5]